# Jugendbündnis Zukunftsenergie
Das Jugendbündnis Zukunftsenergie (JBZE) war ein überverbandliches, offenes, von Jugendlichen selbstverwaltetes Netzwerk aus Jugendorganisationen und Einzelpersonen, das von 2003 bis 2019 bestand. Das Jugendbündnis Zukunftsenergie war beim Bundesministerium für Umwelt, Naturschutz und Reaktorsicherheit mit einem Jugendkomitee vertreten und fungierte als Interessensvertretung der jungen Generation bezüglich der Thematik: „Klima und nachhaltige Energieversorgung“ auf verschiedenen politischen Ebenen mit nationaler und internationaler Ausrichtung.

## Gründung
Das Jugendbündnis Zukunftsenergie wurde 2003 im Kontext der Vorbereitung des Youth Energy Summit 2004 vom 28. bis 31. Mai 2004, der im Vorfeld der Internationalen Konferenz für Erneuerbare Energien Renewables 2004 in Bonn stattfand, gegründet.

## Organisation
Die Organisation des Netzwerkes oblag allein den Jugendlichen. Als Trägerverbände fungierten die BUNDjugend, die Bundesarbeitsgemeinschaft Evangelische Jugend im ländlichen Raum (BAG ejl), die Katholische Landjugendbewegung Deutschlands (KLJB), die Naturfreundejugend Deutschlands (NFJD) und die Naturschutzjugend (NAJU).

## Ziele
Ziel des Jugendbündnisses waren nach eigener Darstellung, eine „nachhaltige und generationengerechte“ Energieversorgung durch 100 % Erneuerbare Energien sicherzustellen. Das JBZE forderte einen vollständigen Verzicht auf fossile Energieträger, das Ende der Nutzung der Atomenergie sowie einen raschen Ausbau regenerativer Energien. Darüber hinaus betonte das Jugendbündnis Zukunftsenergie die Bedeutung der Bildung von Kindern und Jugendlichen hinsichtlich eines nachhaltigen Umgangs mit Energie und befürwortete die Behandlung des Themenkomplexes Erneuerbare Energien, Energieeinsparung und Energieeffizienz als wichtiges Thema in Schulen und Universitäten. Die Bildung der jungen Generation in Fragen des nachhaltigen Klimaschutzes war ebenfalls zentrales Anliegen.

## Projekte

### Interessensvertretung national
Das Jugendkomitee, das aus dem JZBE heraus als eigene Delegation im Bundesministerium für Umwelt, Naturschutz und Reaktorsicherheit eingerichtet worden ist, war ein regelmäßiges Treffen von Jugendlichen, das im Bundesministerium für Umwelt, Naturschutz und Reaktorsicherheit stattfand. Es hatte zum Ziel, die Positionen und Visionen der Jugendlichen an Politiker des Bundesumweltministeriums heranzutragen und mit ihnen gemeinsam an deren Umsetzung zu arbeiten, aber auch die Möglichkeit bereitzustellen, kritisch auf die Tagespolitik einzuwirken. Das Komitee wurde nach dem Youth Energy Summit 2004 in Bonn zusammen mit der damaligen parlamentarischen Staatssekretärin Margareta Wolf ins Leben gerufen und hat sich erstmals am 25. Oktober 2004 getroffen. Am 24. April 2005 hat Staatssekretärin Wolf mit dem Bündnis eine Kooperationsvereinbarung unterzeichnet. In dieser wurden Jugendliche aufgefordert, sich für eine Energiewende einzusetzen. Als Motto wurde der Satz „Strahlende Zukunft ohne Atom“ kreiert.
Wolf stellte heraus, dass die damalige Energiepolitik gerade die junge Generation betreffe und es daher notwendig sei, Jugendliche in Debatten und Entscheidungsprozesse zu integrieren. Die Aufgabe des Jugendbündnisses bestand im Kontext der Vereinbarung in der Vermittlung von Positionen und Projekten der Jugendlichen während Wolf zusagte, zum einen Regierungsinitiativen darzulegen und zum anderen Gesprächsergebnisse an Entscheidungsträger der Politik und Wirtschaft weiterzutransportieren. Auch Bildungsmaßnahmen rund um das Thema „Erneuerbare Energien“ sollen verstärkt werden. Das Jugendbündnis Zukunftsenergie war Mitorganisator des Jugendklimagipfels 2011 in Berlin und hat gemeinsam mit der Klima-Allianz Deutschland eine Presseerklärung herausgegeben.
Das Jugendbündnis war als Experte auch beim Ethikrat zur Energiewende, der von Angela Merkel anlässlich der Reaktorkatastrophe von Fukushima eingesetzt worden war, vertreten. Dies erfolgte am 28. April 2011 im Kontext einer im Fernsehen und Internet übertragenen öffentlichen Anhörung. Vertreter Christian Schwarzer forderte hier eine schnelle Abschaltung aller Atomkraftwerke ein.
Im Kontext der Energiewende setzte sich das Bündnis in einem Projekt mit der Naturfreundejugend für eine sozial- und umweltverträgliche Umsetzung ein. Verschiedenste Konfliktfelder wie Landschaftsumbau durch neue Stromleitungen, Vogelverlust durch Windräder, Rapsmonokulturen oder hohe Strompreise wurden bearbeitet. Den Projektabschluss markierte eine bundesweite dreitägige Jugendkonferenz im Oktober 2013 in Berlin. Der Austausch zwischen Jugend, politischen Entscheidungsträgern und Fachleuten soll das zentrale Thema sein.

### Interessensvertretung international
Bei der UN-Klimakonferenz in Kopenhagen war das Jugendbündnis Zukunftsenergie mit einer Delegation vertreten. Der Delegationsleiter Christian Schwarzer sah die Aufgabe des Bündnisses dort in einem Beitrag zur gemeinsamen international ausgerichteten Interessensvertretung der jungen Generation zu den UN-Verhandlungen. Die Kontaktaufnahme zu Delegierten zahlreicher Regierungen sowie Nicht-Regierungsorganisationen, um die eigenen „Forderungen an eine lebenswerte Zukunft“ zu transportieren, wurde ebenfalls als Schwerpunkt genannt, ebenso wie Kontakt zu Demonstranten des Global day of Action. Eine Jugenddelegation des JZBE war auch bei den Internationalen Klimaverhandlungen 2012 in Bonn, anwesend. Die Aufgabe der Jugenddelegation des Bündnisses hierbei bestand zum einen darin, die interne Vernetzung der Jugendlichen bei den Klimaverhandlungen zu verbessern, zum anderen dazu beizutragen, das komplexe Geschehen im Kontext der Verhandlungen zielgruppengerecht für Jugendliche aufzubereiten sowie verständlich nach außen zu kommunizieren. Weiter beabsichtigte das Bündnis die Sonderstellung als Jugendliche in die Waagschale werfen und mittels ungewöhnlicher Protestformen mediale Aufmerksamkeit auf das Klimaproblem lenken sowie als unabhängig von Status oder Arbeitgeber die eigenen Anschauungen „laut und ehrlich“ darlegen. Das Bündnis begriff sich hier auch als diejenigen, die die Konsequenzen einer verfehlten Klimapolitik tragen müssten. Eine aus dem Jugendbündnis Zukunftsenergie hervorgegangene Klimadelegation war auch bei der Klimakonferenz in Marrakesch vertreten. Vertreter Julius Schlumberger gab an, dass das Thema der Generationengerechtigkeit dort für die Delegation im Fokus stand. Sie wollte darauf hinwirken, bei der jungen Generation frühzeitig durch Bildung ein Bewusstsein für den Klimawandel zu erzeugen und verdeutlichen, dass junge Menschen in den Verhandlungsprozess zum Klimawandel einzubeziehen seien. Die Klimadelegation unterstützte eine ganzheitliche Betrachtungsweise des Klimawandels. Hierbei waren die Schnittstellen zwischen Klimaschutz und Menschenrechten ein zentraler Punkt, was in der Gründung einer Task Force zum Thema Ausdruck fand, in deren Kontext das Thema Klimaflüchtlinge bearbeitet wird.

### Bildungsprojekte
Das Jugendbündnis bot Informationsveranstaltungen in Schulen an. So wurden beispielsweise Erfahrungen der UN-Klimakonferenz in Kopenhagen von Jutta Wieding im Schulbereich mit andern Jugendlichen kommuniziert. Das Jugendbündnis fungierte als Ansprechpartner für Akteure, die mit der jungen Generationen Themen rund um den Klimaschutz bearbeiten wollten und wurde als solcher in einer Materialsammlung zum Thema Klimaschutz unter dem Logo: „Umweltbildung in Bayern“, gefördert durch das Bayerische Staatsministerium für Umwelt und Gesundheit, explizit erwähnt.

### Weitere wichtige Projekte
Die weiteren wichtigen Projekte des Jugendbündnis Zukunftsenergie waren u. a.:
- das Global Village auf dem Weltjugendtag 2005 in Bonn
- die Jugendkonferenzen für Erneuerbare Energien Youth Energy Summit YES2004 und YES2006
- die Ökostromkampagne „ZEIG' WAS DU HAST“
- die Europäische Jugendkonferenz für Energie und Klima YouPEC 2007 in Berlin
- die Energiemaerchen-Plakatkampagne[19], mit einseitiger Anzeige in Der Spiegel[20] 2008 und Homepage (Memento vom 3. April 2009 im Internet Archive).